# World Values Survey
World Values Survey (WVS) è un progetto di ricerca globale che esplora i valori e la fiducia delle persone, di come esse cambiano nel tempo e quale impatto sociale e politico hanno. Questa ricerca viene effettuata da una rete mondiale di scienziati sociali che, dal 1981, hanno condotto indagini nazionali in quasi 100 nazioni. Il WVS è l'unica fonte di dati empirici su atteggiamenti tenuti dalla maggioranza della popolazione mondiale.
Il WVS misura, controlla e analizza: il sostegno alla democrazia, la tolleranza nei confronti di stranieri e minoranze etniche, il supporto per l'uguaglianza di genere, il ruolo della religione e le variazioni dei livelli di religiosità, l'impatto della globalizzazione, gli atteggiamenti verso l'ambiente, il lavoro, la famiglia, la politica, l'identità nazionale, la cultura, la diversità, l'insicurezza e il benessere soggettivo.
I risultati delle indagini del WVS vengono presi spesso in considerazione dai governi di tutto il mondo, da studiosi, da giornalisti e da organizzazioni e istituzioni internazionali come la Banca Mondiale e le Nazioni Unite. Per esempio, i dati del World Values Survey sono stati usati per capire meglio le motivazioni dietro a eventi storici come le guerre jugoslave, le rivolte del 2005 nelle banlieue francesi, il genocidio del Ruanda e la primavera araba.